# Zen Do Kai
Lo Zen Do Kai è uno stile di arte marziale, originario dell'Australia.

## Storia
Venne e fondato da Bob Jones e Richard Norton, quando lasciarono il dojo giapponese di karate Gōjū Kai di Tino Ceberano nel 1970.

## Caratteristiche
Bob Jones descrive lo Zen Do Kai come un "sistema aperto", e come tale è "aperto alle influenze e alle idee provenienti da tutto il Mondo", che abbraccia elementi del pugilato, prese, Brazilian Jiu-Jitsu, Eskrima, Judo, Karate e Muay Thai. 
Zen Do Kai significa, secondo Jones, "Il meglio di tutto in progressione" e include tecniche di autodifesa e kata.
Si distingue da molte forme di karate tradizionale perché consente l'utilizzo di svariate tecniche utilizzate dai praticanti di kickboxing e Muay Thai.

La filosofia della disciplina abbraccia il principio "se funziona, si usa" e come tale contiene elementi di varie altre arti marziali.